# Sambi Bulu
Sambi Bulu is een bestuurslaag in het regentschap Sidoarjo van de provincie Oost-Java, Indonesië. Sambi Bulu telt 9397 inwoners (volkstelling 2010).